# Світоч (ансамбль пісні і музики)
Народний аматорський ансамбль пісні і музики «Світоч» Хорольського районного будинку культури був створений у 1990 році в м. Хорол Хорольського району Полтавської області.

## Історія
Народний аматорський ансамбль музики і пісні «Світоч» заснований у 1990 році, керівник ансамблю Олійник Володимир Миколайович. Ансамбль налічує 8 учасників, проводить концертну діяльність, постійний учасник обласних, міських та районних конкурсів, фестивалів і концертів.
До 200-річчя від дня народження Т. Г. Шевченка, ансамбль «Світоч» підготував програму на вірші поета. Ансамбль «Світоч» провів два ювілейних концерти до 20-річчя колективу і до 25-річчя.

## Творча характеристика керівника
Олійник Володимир Миколайович, керівник народного аматорського ансамблю пісні і музики «Світоч» закінчив Київський національний університет культури і мистецтв у 1984 році за фахом керівник народного хорового колективу. Під час навчання у ВУЗі, керував хоровим колективом у сільськогосподарській академії міста Києва, хоровим колективом у місті Тараща Київської області та інших. Після закінчення вишу був направлений на роботу в Автономну республіку Крим, де працював художнім керівником ансамблю пісні і танцю «Яблуневий цвіт» на Кримській дослідній станції садівника.
У 1990 році переїздить разом із сім'єю до міста Хорол Полтавської області. У цьому ж році створює при дитячій музичні школі, де працював, ансамбль народної музики і пісні «Світоч», в якому є його незмінним керівником.
З 1997 року і по цей час ансамбль «Світоч» працює при Хорольському районному будинку культури.\\
Співпрацює з професійними колективами та поетами, а також з місцевими авторами.
Має численні нагороди та відзнаки. Двічі нагороджений Почесною грамотою Міністерства культури і туризму України, лауреат літературно-мистецької премії ім. Д. Луценка, лауреат численних Всеукраїнських конкурсів та фестивалів. Неодноразово нагороджувався дипломами обласної державної адміністрації, управління культури, районної державної адміністрації, районної ради та відділу культури і туризму Хорольської РДА.

## Репертуар
Репертуар «Світоча» складається з різноманітних вокальних творів, які відображають життя і побут українського народу, світ природи і людини. Основу його складають українські народні пісні, авторські пісні, духовна музика, український інструментарій, колядки та щедрівки.

## Склад
Станом на 2018 рік в ансамблі 8 учасників.

## Досягнення і нагороди

### Досягнення
- дипломант Всеукраїнського огляду-конкурсу ансамблів народної музики в м. Київ (1992);
- лауреат Міжнародного фестивалю «Слов'янське коло» в м. Кам'янець-Подільськ (1993);
- дипломант обласного огляду виконавської майстерності серед музичних шкіл та шкіл мистецтв (1993);
- дипломант обласного конкурсу козацької пісні на Сорочинському ярмарку (1993);
- дипломант обласного конкурсу народних музик «Грай, музико, грай» (1994);
- дипломант обласного конкурсу народних музик «Грай, музико, грай» на Міжнародному Сорочинському ярмарку (1995);
- дипломант обласного огляду-конкурсу фольклорних колективів на Міжнародному Сорочинському ярмарку (1996, 1998, 2000);
- дипломант обласного конкурсу «Осіннє золото», присвяченому Д. Луценку (вокальне тріо "Світоча, 2001);
- дипломант Всеукраїнського огляду народної творчості до 10-ї річниці Незалежності України (2001);
- дипломант обласного огляду народної творчості «Квітни Полтавщино, в єдиній Україні!» (2002);
- дипломант обласного конкурсу «Осіннє золото», присвяченому Д. Луценку (вокальне тріо «Світоча», 2003);
- учасник творчого звіту області «Духовна ода Полтавщини» у Національному палаці «Україна» (2003);
- дипломант Всеукраїнського пісенного фстивалю ім. М. Машкіна (2004);
- дипломант Всеукраїнського радіофестивалю сучасного романсу «Осіннє рандеву» (2005);
- дипломант обласного огляду народної творчості «Будуймо України храм» до 15-ї річниці Незалежності України (2006);
- диплом І ступеня обласного огляду народної творчості «Полтавські дивоцвіти» (2009);
- диплом І ступеня обласного огляду народної творчості «Полтавські дивоцвіти» (інструментальна група, 2009);
- дипломант обласного огляду народної творчості (2009);
- диплом І ступеня за участь у фольклорному фестивалі «Барви Хорольщини» (2010, 2011, 2012);
- дипломом І ступеня за участь в традиційному святі «Осіннє золото» (2010);
- диплом І ступеня за участь у мистецьких заходах обласного огляду народної творчості «Україно моя — отча земле моя» (2011);
- диплом І ступеня за участь у мистецьких заходах обласного огляду народної творчості
- «Україно моя — отча земле моя» (інструментальна група, 2011);
- диплом за участь у фестивалі народної творчості на Національному Сорочинському ярмарку (2011);
- дипломант обласного конкурсу « Осіннє золото», присвяченому Д. Луценку (2012);
- диплом І ступеня обласного огляду народної творчості «Квітуй прекрасна батьківська земля!» під час відзначення 200-річчя від дня народження Т. Г. Шевченка (2014);
- дипломант Всеукраїнського «Фестивалю борщу» Вінницька область (2015);
- дипломант Всеукраїнського конкурсу «Калиновий спів» м. Кропивницький (2017).

### Нагороди
- Почесна грамота обласної державної адміністрації за вагомий внесок у розвиток національної культури (2010).
- Почесна грамота Дарницької райдержадміністрації міста Києва за участь у святковій програмі осіннього щотижневого ярмарку (2010).
- Почесна грамота обласного центру народної творчості за багаторічну і самовіддану працю по розвитку та популяризації музично-пісенного мистецтва та з нагоди 20-річчя творчої діяльності колективу (2010).
- Почесна грамота обласного управління культури за вагомий внесок у розвиток української культури та з нагоди Дня працівників культури та майстрів народного мистецтва (2017).